# Jenny Gill (Ökologin)
Jennifer Agnes „Jenny“ Gill (* Juli 1968 in England) ist eine britische Ornithologin und Ökologin.

## Leben
1990 erlangte Gill ihren Bachelor-Abschluss in Zoologie an der University of Edinburgh. 1994 wurde sie an der University of East Anglia zum Ph.D. in Populationsökologie promoviert. Von 1994 bis 1998 hatte sie einen von der Royal Society for the Protection of Birds finanzierten Posten als leitende wissenschaftliche Mitarbeiterin an der University of East Anglia. Von 1998 bis 2001 forschte sie für den Natural Environment Research Council (NERC) an der University of East Anglia. Von 2001 bis 2003 war sie leitende wissenschaftliche Mitarbeiterin am Tyndall Centre for Climate Change Research. Von 2003 bis 2006 war sie Mitglied im Natural Environment Research Council. Von 2006 bis 2007 war sie Lecturer, von 2007 bis 2014 war sie Reader und seit 2014 ist sie Professorin für Angewandte Ökologie an der University of East Anglia.

### Forschungsarbeit
Gills Interessen konzentrieren sich auf die Ökologie und Evolution von Migrations-Systemen und auf Fragen der Bewältigung der Auswirkungen von Umweltveränderungen auf die Biodiversität. Sie forscht über die großräumige Bestandsregulierung von wandernden Küstenvögeln und über die Entwicklung von Instrumenten für die Bewirtschaftung von Küstenlebensräumen. In den 2000er Jahren veröffentlichte sie die Ergebnisse einer Langzeitstudie über eine Population der Isländischen Uferschnepfe (Limosa limosa islandica),  bei der ab 1995 etwa ein bis zwei Prozent dieser Population eine individuelle Farbmarkierung erhielten. Ein Netzwerk von hunderten freiwilligen Vogelbeobachtern in ganz Europa ermöglichte es, die Zusammenhänge zwischen Lebensräumen unterschiedlicher Qualität im Sommer und im Winter zu entschlüsseln und die Bestandserweiterung in Lebensräumen minderer Qualität in beiden Jahreszeiten zu verfolgen. Diese Zusammenhänge haben tiefgreifende Konsequenzen für eine Bandbreite von Populations- und Evolutionsprozessen, die von Gill und ihren Mitarbeitern im Detail erforscht werden. Zu Gills weiteren Forschungsprojekten zählen Studien der Auswirkungen des Klimawandels auf die Küsten-Lebensräume in Großbritannien und auf kleine Inselstaaten in der Karibik, die Verwaltung von Tieflandlebensräumen für die Biodiversität und Ökosystemdienstleistungen in Großbritannien, die Erforschung der ökologischen und verhaltensbezogenen Einschränkungen bei der Lebensraumausdehnung bei Zugvögeln, die Erforschung der Ursachen der Bestandsveränderung von Zugvögeln, die Erforschung der Populationsdynamik der arktischen Seeschwalben in Island, die Erforschung der klimatischen Auswirkungen und das Naturschutzmanagement auf brütende Kiebitze, die Erforschung der Auswirkungen von steigenden Meerestemperaturen, der Hurrikanintensität und die Häufigkeit und von globalen atmosphärischen Prozessen auf Korallenriffe in der Karibik sowie gemeinsam mit der Universität Island und dem Náttúrufræðistofnun Íslands (Naturhistorisches Institut Islands) ökologische und ökonomische Nachhaltigkeitsprojekte für die Eiderentenpopulation auf Island.

## Mitgliedschaften und Aktivitäten
Von 2005 bis 2008 war Gill Vorsitzende des Ibis-Journal-Komitees der British Ornithologists’ Union. Von 2009 bis 2011 war sie Vizepräsidentin der British Ornithologists’ Union. Seit 2001 ist sie Redaktionsmitglied des Journals Ringing & Migration und seit 2004 Redakteurin beim Journal Bird Study. Von 2005 bis 2008 war Mitherausgeberin des Journal of Applied Ecology. Seit 2009 ist sie Mitglied im Peer-Review-Kollegium des Natural Environment Research Council. Seit 2010 ist sie Mitglied in der All-party Parliamentary Group on Biodiversity und in der Biodiversity and Ecosystem Services Sustainability (BESS) Programme Advisory Group des Natural Environment Research Council. Von 2011 bis 2015 war sie Präsidentin der British Ornithologists’ Union und damit nach Janet Kear die zweite Frau an der Spitze dieser Organisation.  Seit 2015 ist sie Mitherausgeberin des Journal of Animal Ecology. Für den Zeitraum von 2016 bis 2020 wurde Jenny Gill zur Vorsitzenden des Councils des British Trust for Ornithology gewählt.
Seit 2022 ist Jenny Gill Chefredakteurin bei der Fachzeitschrift Ibis.

## Auszeichnungen
- 2010: The Marsh Award for Ornithology des British Trust for Ornithology
- 2017: Union Medal der British Ornithologists’ Union[5]